# Vlag van Moergestel

Vlag van de gemeente Moergestel
(1971-1997)

De vlag van Moergestel werd op 7 mei 1971 bij raadsbesluit vastgesteld als de gemeentelijke vlag van de Noord-Brabantse gemeente Moergestel. Het dundoek werd in het raadsbesluit als volgt beschreven:
Banen prinsengeel, vermiljoenrood en donkergroen met  een witte schijf, waarvan de middellijn gelijk is aan 5/9  van de vlaghoogte, waarop een rood kruis, waarvan de armdikte gelijk is aan 1/9 van  de vlaghoogte.
Hieraan moet toegevoegd worden dat het middelpunt van de schijf zich bevindt op de scheiding van broeking en vlucht, dus op 1/3 van de vlaglengte, gerekend vanaf de stokzijde.
Op 1 januari 1997 is de gemeente Moergestel opgegaan in de gemeente Oisterwijk, waarmee de vlag als gemeentevlag kwam te vervallen. De gemeenteraad van Oisterwijk heeft op 25 september 1997 opnieuw aangenomen als dorpsvlag.

## Verklaring
Tot 1971 werd een in 1935 uitgereikte defileervlag als gemeentevlag gebruikt. Moergestel was niet de enige gemeente die een dergelijke vlag als gemeentevlag in gebruik heeft genomen. In dat jaar ging men te rade bij de Stichting voor Banistiek en Heraldiek voor het ontwerp van een nieuwe vlag. Het gemeentebestuur wilde in de vlag niet het blauw en geel van  het gemeentewapen gebruiken omdat deze kleuren gelijk waren aan die van de omliggende gemeenten Oisterwijk  en Esch en men verwarring wilde voorkomen. De heer  W.A. van Ham, adjunct archivaris van Bergen op Zoom en tevens adviseur  van bovengenoemde stichting stelde voor om in de te ontwerpen vlag de kleuren te verwerken van de vaandels van drie  Moergestelse schuttersgilden. Het vaandel van het oudste gilde, St.Sebastiaan en Barbara, bevatte rood en geel, dat van St. Joris geel, rood en groen en dat van St. Catharina groen en rood. Uit deze kleuren werden geel, rood en groen gekozen voor de banen. Om de vlag te onderscheiden van andere gemeentevlaggen met dezelfde kleuren werd het kruis toegevoegd, dat St. Jan symboliseert, de schutspatroon van de gemeente. De vlag wapperde voor de eerste maal op zondag 21 november 1971 van het gemeentehuis, tijdens de intocht van Sinterklaas.

## Klacht
Eind 1976 schreef de directeur van het Nederlandse Rode Kruis aan de Hoge Raad van Adel dat in de Moergestelse vlag een rood kruis op een  wit veld voorkwam en dat in het Wetboek van Strafrecht (art. 435c) staat dat het gebruik ervan uitdrukkelijk  voorbehouden is aan die vereniging. Zonder hun toestemming mag het embleem in Nederland niet worden gebruikt. De directeur verzocht de Hoge Raad te bewerkstelligen  dat de vlag zodanig  zou  worden veranderd, dat er geen misverstand of verwarring meer zou kunnen ontstaan. De Hoge Raad van Adel kwam in zijn vergadering van 6 juni 1977 tot de conclusie dat de Moergestelse vlag onvoldoende verwarring gaf met het embleem van het Rode  Kruis, 'dat verkorte  armen  heeft'. Zou Moergestel de vlag moeten aanpassen, dan moesten ook het wapen en de vlag van Amersfoort worden  gewijzigd, aldus de HRvA die burgemeester en wethouders van Moergestel van deze correspondentie op de hoogte bracht.
Aalburg 
· Aarle-Rixtel 
· Alphen en Riel 
· Bakel en Milheeze 
· Beek en Donk 
· Beers 
· Berghem 
· Berkel-Enschot 
· Berlicum 
· Bladel en Netersel 
· Borkel en Schaft 
· Boxmeer 
· Budel 
· Chaam 
· Cuijk 
· Cuijk en Sint Agatha 
· Den Dungen 
· Diessen 
· Dinteloord en Prinsenland 
· Drunen 
· Dussen 
· Engelen 
· Erp 
· Esch 
· Escharen 
· Fijnaart en Heijningen 
· Geffen 
· Geldrop 
· Gemert 
· Giessen 
· Ginneken en Bavel 
· Grave 
· 's Gravenmoer 
· Haaren 
· Halsteren 
· Haps 
· Heesch 
· Heeswijk-Dinther 
· Heeze 
· Helvoirt 
· Hoeven 
· Hooge en Lage Mierde 
· Hooge en Lage Zwaluwe 
· Hoogeloon, Hapert en Casteren 
· Huijbergen 
· Klundert 
· Landerd 
· Leende 
· Liempde 
· Lieshout 
· Lith 
· Luyksgestel 
· Maarheeze 
· Maasdonk 
· Made en Drimmelen 
· Megen, Haren en Macharen 
· Mierlo 
· Mill en Sint Hubert 
· Moergestel 
· Nieuw-Ginneken 
· Nieuw-Vossemeer 
· Nistelrode 
· Nuland 
· Oeffelt 
· Oost-, West- en Middelbeers 
· Oploo, Sint Anthonis en Ledeacker 
· Ossendrecht 
· Oud en Nieuw Gastel 
· Oudenbosch 
· Prinsenbeek 
· Putte 
· Raamsdonk 
· Ravenstein 
· Reusel 
· Riethoven 
· Rijsbergen 
· Rijswijk 
· Roosendaal en Nispen 
· Rosmalen 
· Schaijk 
· Schijndel 
· Sint Anthonis 
· Sint-Oedenrode 
· Sprang-Capelle 
· Standdaarbuiten 
· Terheijden 
· Teteringen 
· Uden 
· Udenhout 
· Veghel
· Vessem, Wintelre en Knegsel 
· Vierlingsbeek 
· Vlijmen 
· Wanroij 
· Waspik 
· Werkendam 
· Westerhoven 
· Willemstad 
· Woudrichem 
· Wouw 
· Zeeland 
· Zevenbergen
Acht
· Alphen
· Bavel
· Berghem
· Berlicum
· Biest-Houtakker
· Borkel en Schaft
· Chaam
· Cromvoirt
· Cuijk
· Den Dungen
· Dinteloord
· Effen
· Esch
· Galder
· Geeren-Noord
· Gemonde
· Haagse Beemden
· Haaren
· Halsteren
· Helvoirt
· Herpen
· Heusden
· Langenboom
· Leur
· Megen, Haren en Macharen
· Moergestel
· Nieuw-Vossemeer
· Nuland
· Olland
· Orthen
· Princenhage
· Ravenstein
· Rosmalen
· Sint-Michielsgestel
· Sprang
· Steenbergen
· Strijbeek
· Teteringen
· Ulvenhout
· Udenhout
· Velp
· Vierlingsbeek
· Waspik
· Wintelre